# Augusto César Sandino

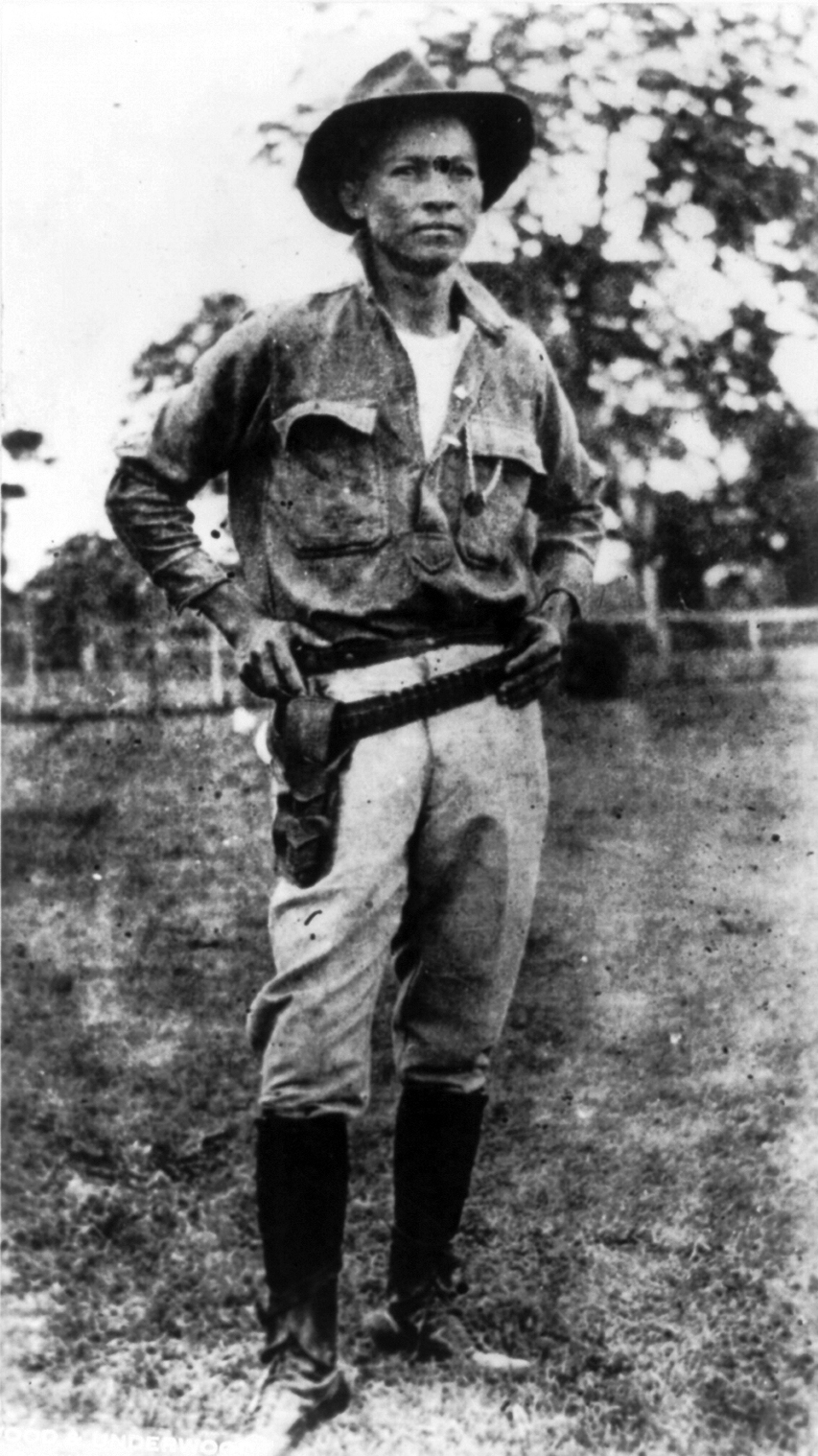
Augusto César Sandino

Augusto Nicolás Calderón Sandino (Niquinohomo, 18 mei 1895 – Managua, 21 februari 1934) was een Nicaraguaans revolutionair.
Sandino, van Indiaanse afkomst,  verzette zich vanaf 1927 tegen de Amerikaanse bezetting van zijn land sinds 1912. Nadat hij de Amerikanen in 1932 had verdreven, moest hij het opnemen tegen generaal Anastasio Somoza García, de nieuwe sterke man. Hij werd op 21 februari 1934 vermoord door leden van Somoza's Nationale Garde.
Het Sandinistisch Nationaal Bevrijdingsfront dankt zijn naam aan Sandino.